# Letheobia pallida
Letheobia pallida är en ormart som beskrevs av Cope 1868. Letheobia pallida ingår i släktet Letheobia och familjen maskormar. Inga underarter finns listade i Catalogue of Life.
Denna orm förekommer enligt IUCN endast på Zanzibar. Enligt andra källor även från Sydsudan och Etiopien till Tanzania. Ett exemplar hittades nära en vattenkälla. Honor lägger ägg.
Det är inget känt om populationens storlek och möjliga hot. IUCN listar arten med kunskapsbrist (DD).